# Henotikon
Henotikon es un edicto de unión o de reconciliación promulgado en el año 482 por el emperador bizantino Zenón (425-491), aunque redactado por el patriarca de Constantinopla, Acacio, con el fin de obtener la pacificación religiosa de Siria. En él se condena tanto a Nestorio como a Eutiques y se intenta volver a una situación teológica anterior al  Concilio de Calcedonia, por lo que este último prácticamente no se menciona. Propone como regla única de fe las decisiones de los Concilios de Nicea (325) y Éfeso (431), así como los "Anatematismos" de San Cirilo de Alejandría (fallecido en el año 444).

## Antecedentes

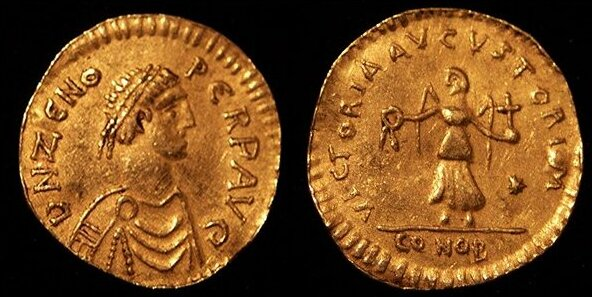
Moneda de oro con la imagen del emperador bizantino Zenón I, que emitió el Henotikon. También se llama tremís.

En el Concilio de Éfeso había sido condenado Nestorio, que negaba a la Virgen María la prerrogativa de Madre de Dios, considerándola tan solo como madre de Cristo como hombre. En la condena y en la elaboración de todo el concilio tuvo un papel preponderante San Cirilo de Alejandría, que había compuesto contra el heresiarca doce Anatematismos en los que defendía la doctrina católica de las dos naturalezas de Cristo: la divina y la humana.
La reacción antinestoriana cobró caracteres exagerados por parte de la Escuela de Alejandría, émula tradicional de la Escuela de Antioquía, de donde procedía Nestorio. Y la exageración llega al culmen cuando el monje Eutiques de Constantinopla empieza a enseñar que en Cristo hay solamente una naturaleza, la divina (mone physis), dando lugar a una nueva herejía: el monofisismo. En defensa de su doctrina, Eutiques echa mano de algunos conceptos indicados por Cirilo en sus Anatematismos, aunque dando a los términos significados que el obispo de Alejandría no daba. Este había usado la fórmula mone physis, pero en el sentido en que luego la entendería la teología posterior, o sea, como unión hipostática, unión de las dos naturalezas de Cristo en una persona divina. 
Como había ocurrido con el apolinarismo, las ideas de Eutiques parecían poner nuevamente en peligro la doctrina católica de la redención al no reconocer suficientemente la naturaleza humana de Cristo. Ante la inflexibilidad de los monofisitas, capitaneados más tarde por el patriarca de Alejandría, Dióscoro, se celebró un nuevo concilio, el de Calcedonia (451), donde se condenó solemnemente la herejía.

## Circunstancias históricas
La condenación de los monofisitas chocó con una resistencia fuerte y solapada que no formaba una unidad compacta: junto a los monofisitas intransigentes (eutiquianos) hacían fila otros muchos, como eran los seguidores de Severo de Antioquía, quien, llevando como bandera lo sostenido por San Cirilo antes del 433 (que tenía sentido católico, pero con expresiones no del todo claras, debido a que todavía no estaban bien precisados los conceptos de naturaleza y de persona), rechazaba la fórmula calcedonense de la unión de las dos naturalezas en una sola persona o hipóstasis por considerarla como una expresión velada del nestorianismo.
Por otro lado, el movimiento monofisita representaba para el Imperio un grave peligro, dado que, tanto en Siria como en Egipto, se unían a las tendencias religiosas fuertes corrientes nacionalistas contrarias al helenismo y a la dominación bizantina. La situación empeora cuando los adversarios de la fórmula calcedonense llegan a apoderarse de los principales patriarcados orientales. El emperador León I (457-474) lucha contra ellos, pero vuelven a ocupar algunos patriarcados con el apoyo del usurpador Basilisco (475-476), quien en una encíclica (Encyklion) propia condena tanto la carta dogmática que el papa León I mandara al Concilio de Calcedonia como al mismo símbolo del concilio, amenazando con graves penas a quienes se adhiriesen a ellos. La encíclica fue suscrita nada menos que por 500 obispos orientales. Sin embargo, el patriarca de Constantinopla, Acacio, se resiste a ello, tal vez por miras políticas, ya que preveía la pronta caída del usurpador. Cuando entra en Constantinopla el legítimo emperador Zenón (474-491), se vuelve de nuevo a la ortodoxia calcedonense, habiendo de resignar sus sedes a ella los patriarcas de Antioquía y de Alejandría. A pesar de ello, las violencias continúan en ambas ciudades de tal modo que los alejandrinos logran imponer en su propia sede al desaprensivo Pedro Mongo en lugar del legítimo sucesor: Juan Talaia.
El hecho de que Acacio se hubiera presentado hasta entonces como un defensor de la verdadera ortodoxia es curioso. Ello le ayudaba a constituirse en director del partido constantinopolitano frente a las aspiraciones de los alejandrinos, que buscaban su independencia agazapados en el monofisismo. Con todo, tampoco le interesaba abrazar con mucho calor la fe de Calcedonia, pues ello le suponía reconocer abiertamente la dirección de Roma, y Acacio quería situarse en medio, a manera de árbitro entre las dos tendencias. Ahora se presentaba una buena ocasión para ofrecer a unos y a otros sus oficios de mediador. Ambicioso, intrigante y vanidoso, busca su propia independencia y la primacía absoluta de Bizancio sobre las demás iglesias de la cristiandad. Presenta a Mongo ante el Emperador como el patriarca ideal para Alejandría, capaz de unificar al fin a los divididos. El papa Simplicio (468-483) duda en aceptar el nombramiento, pero Acacio se hace el sordo y, mientras tanto, estudia con Mongo la confección de un documento que fuera presentado por el emperador como un edicto religioso en el cual, resumiendo todo lo que había de común en las distintas confesiones, se dictara luego la norma religiosa que habían de seguir en adelante los súbditos del imperio. De esa manera aparece, sin que nadie lo esperara, el famoso edicto conocido con el nombre de "Henotikon".

## Su doctrina
El documento, a nombre del emperador Zenón, tiene la forma de una carta y va dirigido «a los obispos, eclesiásticos, monjes y fieles de Alejandría, de Egipto, de Libia y de Pentápolis». Sólo se nombra a las regiones que estaban más o menos separadas de la Iglesia católica, lo que tal vez se hiciera para hacer creer al confiado emperador que en esa situación estaban también con el imperio y que, concretamente en Egipto, se estaba preparando una rebelión de no contentarse en seguida a los monofisitas. Después de protestar de su celo por la fe y de los esfuerzos que ha llevado a cabo para reunir a todos los cristianos en una sola comunión, el emperador manifiesta cómo venerables archimandritas y otros personajes de solvencia le habían suplicado que ensayara una nueva tentativa con el mismo fin. A renglón seguido, acepta e impone como única fórmula de fe «el símbolo de los 318 padres (Concilio de Nicea), confirmado por el que le sigue de 150 padres (Constantinopla)» y aceptado por los que se reunieron en el Concilio de Éfeso, «que depusieron al impío Nestorio, así como a los que más tarde aceptaron su doctrina». Sancionada, a su vez, la condenación de Eutiques y, tras aceptar en todo su vigor los 12 "Anatematismos" de San Cirilo, prosigue el documento: «Confesamos, pues, que el Unigénito Hijo de Dios y Dios a la vez, hecho verdaderamente hombre, nuestro Señor Jesucristo, consustancial al Padre en cuanto a la deidad y consustancial a nosotros en cuanto a la humanidad, que descendió y se encarnó del Espíritu Santo en María Virgen y Madre de Dios, es uno y no dos. Declaramos que son de uno tanto los milagros como los padecimientos que libremente sufrió en su carne; y no recibimos a los que lo dividen o confunden o ponen en Él una apariencia de realidad... La Trinidad siempre permanece Trinidad, bien que uno de esa Trinidad, o sea el Verbo de Dios, se halla encarnado... A todo aquel que sienta lo contrario, o que tenga ahora o cuando sea otras doctrinas, ya sea de Calcedonia o ya sea de otro sínodo, lo anatematizamos...».
De donde se sigue que lo que decía el documento puede ser tenido como verdad en el mundo católico, pero no lo decía todo, y en eso estaba su falla. No hace ninguna referencia a las dos naturalezas, repudiando veladamente la Carta Dogmática del papa San León I y, por si fuera poco, rechaza y condena todo lo que pudiera venir de Calcedonia. Pretende ganarse a los herejes suprimiendo parte de la verdad, o sea, la fe en las dos naturalezas de Cristo. Acepta a Nicea y a Éfeso, pero no acepta la misma verdad de ellos, más detallada y clarificada por los padres de Calcedonia y aclamada de nuevo por todo el orbe católico. Más que de hereje, habría que tachar al "Henotikon" de favorecedor de la herejía por sus reticencias. Esa es la razón de que nunca lo haya condenado explícitamente  la Iglesia.

## Sus consecuencias: el cisma acaciano
Mientras que la gran mayoría de los obispos orientales aceptaron el documento, otros, incluso los mismos monofisitas, se disgustaron. Los de Alejandría, por ejemplo, llegaron a crear serias dificultades a su patriarca, Pedro Mongo. De Roma llegaron amonestaciones para su primer promotor, Acacio. El sucesor de Simplicio, Félix III (483-492), actuó con energía y, al ver que el mismo Acacio había sobornado a los legados que le mandara a Constantinopla en plan de conciliación, celebró un sínodo en Roma (484) donde, en nombre del Espíritu Santo y de la autoridad apostólica, declaró a Acacio despojado de su sacerdocio, separado de la comunión católica y de la comunidad de los fieles y privado de todo derecho y de toda función sacerdotal. Acacio se rebeló y, en venganza, mandó borrar de los dípticos el nombre de Félix, inaugurando el primer cisma bizantino; éste se prolongó a lo largo de 34 años y sería causa, además, de que el monofisismo siguiera existiendo en adelante en Oriente. 
La paz llegó, al fin, en tiempos del emperador Justino I y del papa Hormisdas (514-523) bajo una nueva "Fórmula de Unión" (519), en la que se reconoce plenamente el símbolo calcedonense y se decreta el anatema contra Nestorio, Eutiques y otros jefes significativos. El cisma de Acacio, terminado en 519, contribuyó a crear esa psicosis de recelos y diferencias que luego culminarían en el tristemente célebre Cisma de Oriente de los siglos IX a XI.